# Mycoplasma spumans
Mycoplasma spumans è una specie di batterio appartenente alla famiglia delle Mycoplasmataceae.